# Гонсалес, Рафаэль
Рафаэ́ль Гонса́лес Ко́рдова (исп. Rafael González Córdova; 24 апреля 1950) — чилийский футболист, защитник. Участник чемпионата мира 1974, однако весь турнир просидел в запасе сборной Чили.

## Карьера

### Клубная
Рафаэль Гонсалес дебютировал в составе «Коло-Коло» 6 декабря 1969 года в выигранном матче у «Депортес Антофагаста» со счётом 4:1. На протяжении последующих 8 сезонов он, вместе с Леонелем Эррерой образовывал один из самых лучших защитных дуэтов в истории «Коло-Коло», став за это время 2-кратным чемпионом Чили, обладателем Кубка Чили, и финалистом Кубка Либертадорес 1973 года. В 1977 году Гонсалес перебрался в «Унион Эспаньола», где сразу же стал чемпионом Чили.
С 1982 по 1985 год выступал за «Сан-Маркос де Арика». Проведя ещё один сезон в «Унион Эспаньоле», Рафа Гонсалес перешёл в «Аудакс Итальяно». Завершил свою карьеру Рафаэль Гонсалес в 1988 году в клубе «Магальянес».

### В сборной
В сборной Чили Гонсалес дебютировал 26 января 1972 года в товарищеском матче со сборной Мексики, завершившимся со счётом 0:2. В составе сборной Гонсалес принял участие в чемпионате мира 1974 года и Кубке Америки 1975 года. Своё последнее выступление за сборную Гонсалес провёл 13 октября 1976 года в товарищеском матче со сборной Аргентины, тот матч чилийцы проиграли со счётом 0:2. Всего за сборную Чили Рафаэль Гонсалес провёл 20 матчей.
| №  | Дата             | Соперник  | Счёт | Голы | Турнир                   |
| 1  | 26 января 1972   | Мексика   | 0:2  | -    | Товарищеский матч        |
| 2  | 9 февраля 1972   | Гаити     | 0:1  | -    | Товарищеский матч        |
| 3  | 14 апреля 1973   | Гаити     | 1:1  | -    | Товарищеский матч        |
| 4  | 24 апреля 1973   | Эквадор   | 1:1  | -    | Товарищеский матч        |
| 5  | 13 июля 1973     | Аргентина | 4:5  | -    | Кубок Карлоса Диттборна  |
| 6  | 18 июля 1973     | Аргентина | 3:1  | -    | Кубок Карлоса Диттборна  |
| 7  | 24 июля 1973     | Боливия   | 3:0  | -    | Кубок Леонсио Провосте   |
| 8  | 20 сентября 1973 | Мексика   | 2:1  | -    | Товарищеский матч        |
| 9  | 24 апреля 1974   | Гаити     | 1:0  | -    | Товарищеский матч        |
| 10 | 12 мая 1974      | Ирландия  | 1:2  | -    | Товарищеский матч        |
| 11 | 6 ноября 1974    | Аргентина | 0:2  | -    | Кубок Карлоса Диттборна  |
| 12 | 20 ноября 1974   | Аргентина | 1:1  | -    | Кубок Карлоса Диттборна  |
| 13 | 22 декабря 1974  | Парагвай  | 0:1  | -    | Кубок Акоста-Нью         |
| 14 | 4 июня 1975      | Уругвай   | 0:1  | -    | Кубок Хуана Пинто Дурана |
| 15 | 25 июня 1975     | Уругвай   | 1:3  | -    | Кубок Хуана Пинто Дурана |
| 16 | 17 июля 1975     | Перу      | 1:1  | -    | Кубок Америки 1975       |
| 17 | 20 июля 1975     | Боливия   | 1:2  | -    | Кубок Америки 1975       |
| 18 | 13 августа 1975  | Боливия   | 4:0  | -    | Кубок Америки 1975       |
| 19 | 20 августа 1975  | Перу      | 1:3  | -    | Кубок Америки 1975       |
| 20 | 13 октября 1976  | Аргентина | 0:2  | -    | Товарищеский матч        |

Итого: 20 матчей; 5 побед, 4 ничьих, 11 поражений.

## Достижения

### Командные
Сборная Чили
- Обладатель Кубка Карлоса Диттборна: 1973
- Обладатель Кубка Леонсио Провосте: 1973

 «Коло-Коло»
- Чемпион Чили (2): 1970, 1972
- Серебряный призёр чемпионата Чили: 1973
- Бронзовый призёр чемпионата Чили: 1974
- Обладатель Кубка Чили: 1974
- Финалист Кубка Либертадорес: 1973

 «Унион Эспаньола»
- Чемпион Чили: 1977
- Бронзовый призёр чемпионата Чили: 1979
- Финалист Кубка Чили: 1978